# Церре

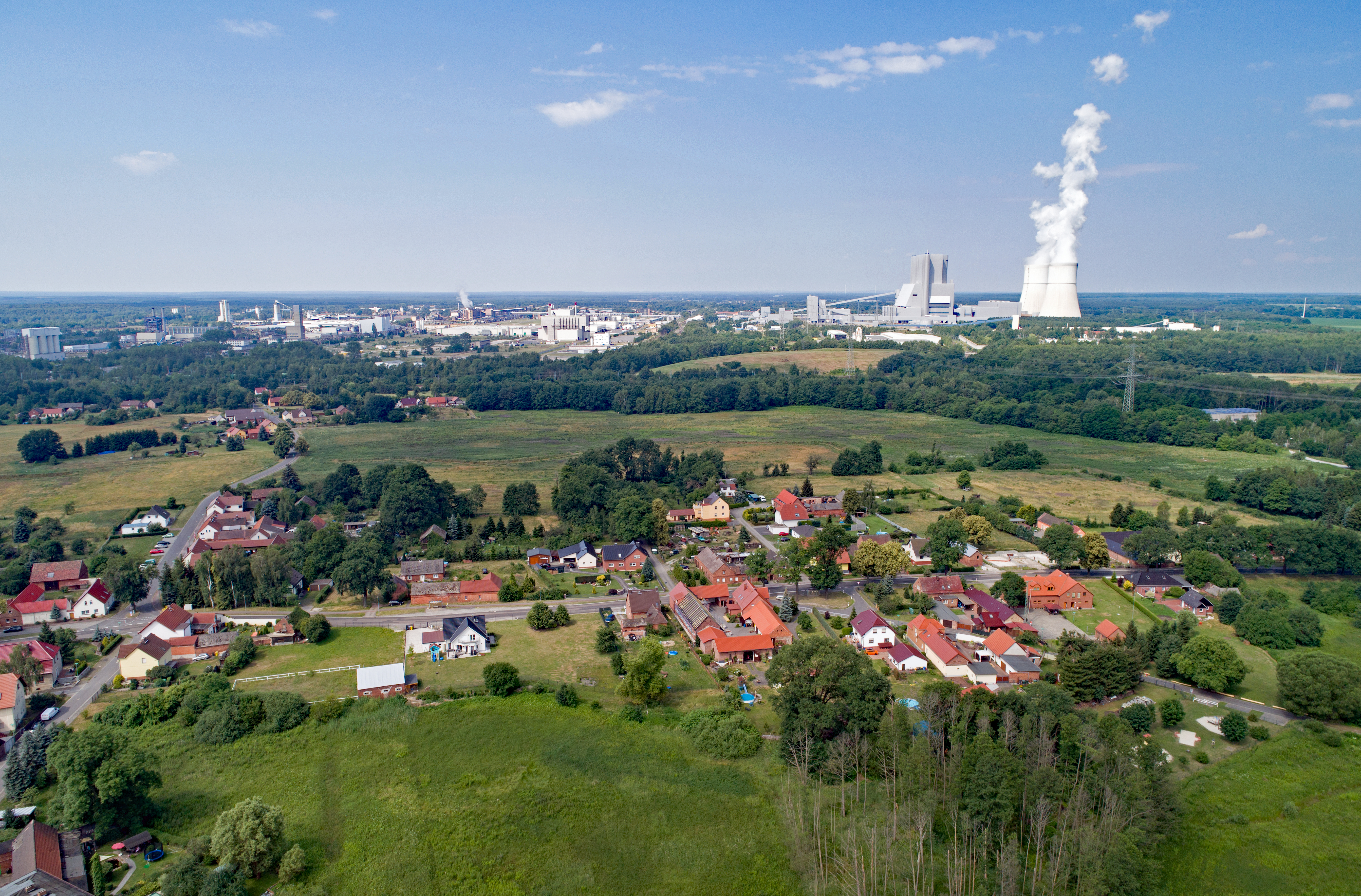

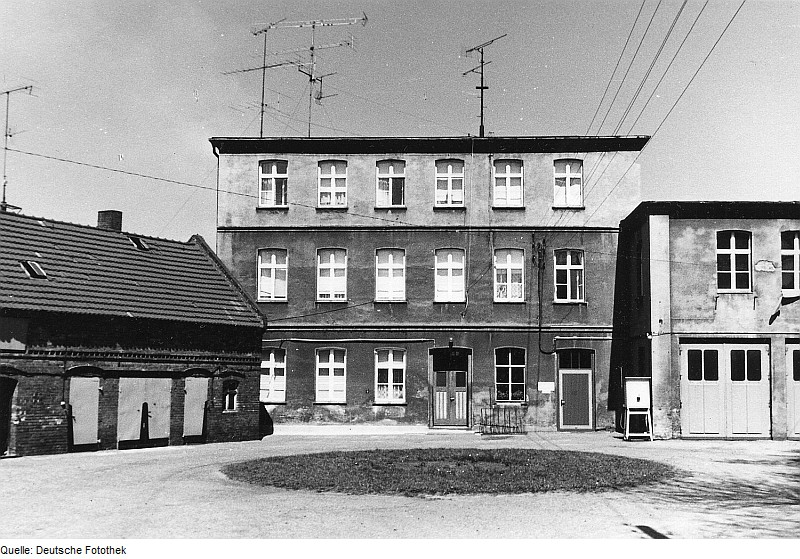

Це́рре или Дре́твя (нем. Zerre; в.-луж. Drětwja) — деревня в Верхней Лужице, Германия. Входит в состав коммуны Шпреталь района Баутцен в земле Саксония. Подчиняется административному округу Дрезден.

## География
Находится в южной части района Лужицких озёр на самом севере района Баутцен примерно в пяти километрах к югу от города Шпремберг непосредственно при границе между федеральными землями Саксония и Бранденбург. Через деревню с юга на севере проходит автомобильная дорога K 9215. На западе от деревни располагается Индустриальный парк «Шварце-Пумпе».
Соседние населённые пункты: на севере — деревня Дубрава (входит в городские границы Шпремберга), на юге — деревня Шпрейцы и на западе за Индустриальным парком «Шварце-Пумпе» деревня Царна-Плумпа (входит в городские границы Шремберга).

## История
Впервые упоминается в 1577 году под наименованием Zehre.
С 1996 года входит в состав современной коммуны Шпреталь.
В настоящее время деревня входит в состав культурно-территориальной автономии «Лужицкая поселенческая область», на территории которой действуют законодательные акты земель Саксонии и Бранденбурга, содействующие сохранению лужицких языков и культуры лужичан.
Исторические немецкие наименования
- Zehre, mit der Zerer muhlen, 1577
- Zerraw Mühle, 1635
- Zerra, 1652
- Zerre, 1791
- Spreetal, 1936—1947

## Население
Официальным языком в населённом пункте, помимо немецкого, является также верхнелужицкий язык.
Согласно статистическому сочинению «Dodawki k statisticy a etnografiji łužickich Serbow» Арношта Муки в 1884 году в деревне проживало 263 человека (из них — 243 серболужичанина (92 %)).
| 1825 | 1871 | 1885 | 1905 | 1925 | 2011 |
| ---- | ---- | ---- | ---- | ---- | ---- |
| 113  | 243  | 249  | 276  | 333  | 213  |